# さくらんぼブービー
さくらんぼブービーは、サンミュージックプロダクションで活動していたお笑いコンビ。1999年結成。2009年12月23日に解散するも、2016年7月13日に再結成。

## メンバー
- 鍛治 輝光（かじ てるみつ、1977年12月22日（47歳）- ）

千葉県千葉市出身、血液型B型。身長180cm。
旧芸名は「糸瓜虫 輝光」（へちまむし てるみつ）。
解散後はピン芸人「カジ」として活動。
- 木村 圭太（きむら けいた、1977年8月30日（47歳）- ）

千葉県千葉市出身、血液型O型。177cm。
旧芸名は「苺森 圭太」（いちごもり けいた）。
解散後は放送作家へ転向。

## 概要
高校時代のクラスメート、当時鍛治はマジメで目立たない生徒、木村はヤンキーであり学園祭で「ミスター泉高校」「彼氏にしたい男子生徒」「ロン毛が似合う男子生徒」の3冠に輝くほどの人気者と対照的だった。知り合った頃鍛治は木村のパシリ的存在であったという。
専門学校を出て就職した後に、1999年にコンビ「さくらんぼブービー」を結成（厳密には、会社員時代に1998年より不定期ながらフリーで活動していた）。M-1グランプリ予選では漫才を披露し、準決勝に進出した事もある。
主なキャッチフレーズは「コント革命児」「未来派ショートコント」（いずれも「笑いの金メダル」で命名）。鍛治が180cm、木村は177cmと、双方割と高身長だが、鍛治は身長の割には痩せ型。現在の趣味も、木村が音楽製作（DJやギターなど音楽活動）等に対し、鍛治はゲーム・フィギュアとサブカルチャー嗜好。こちらも学生時代よろしく対照的。
2009年12月23日、オフィシャルブログにて解散を発表した。木村は裏方へ転身し、鍛冶はピン芸人「カジ」として活動。
2014年12月23日、いとうせいこうの呼びかけにより、コントライブ「渋谷コントセンター」で一夜限りの復活を果たす。
2016年7月13日、コンビを再結成。2017年3月に深夜枠で放送された「ネプ&ローラの爆笑まとめ!」に「熟成芸人」として出演。
再結成後も不定期かつマイペースな活動となっており、以降も鍛冶は引き続きピンで活動し、木村は作家活動の傍らで喜劇衆「ギガンティックシアター」に裏方として携わっている。また、木村は「声が掛かったり機会があったらいつでもコンビとして活動したい」といったスタンスであるとしている。

## 芸風
- どちらがボケともツッコミともつかない独特のショートコントを連発していた。
- 持ちネタとして「鍛治君じゃない？」がある。各種（ライオン、牛、トンビ、バイク、マーライオン、サンシャイン60、ゴキブリ、チェーンソー等）形態模写をしている鍛治を見かけるがしばらくの間本物だと思い込み、木村が鍛治だと気付くと「鍛治君じゃない？」と問いかけ、無視されても、「鍛治君？」「鍛治君でしょ？」と問い続け、最後に鍛治が明るく、「ウン！」と言って終わっていた。
- また、鍛治がショートコントの合間のブリッジとして発する「ヴァ〜〜ア゛（？）」という奇声は、マリオが土管の中に入っているときの音を表していたという（リセットボタンのような意味合いとも語ったことがある）。
- 「笑いの金メダル」内のワンミニッツショーでは、遠近法を利用した芸や、床を利用した芸をしばしば披露していた。

## エピソード
- 「虎の門外伝 お笑いタイガーズゲート」（テレビ朝日系列）出演時、あまりに意味不明なネタのオンパレードに、くりぃむしちゅーの上田から「さくらんぼブービーは病院に行った方がいいですね。」と言われたことがある。
- 鍛治は、セガ（後のセガ・インタラクティブ）のアーケードゲーム三国志大戦で全国ランキング上位にランクインするほどの実力者で、公式大会の出場経験もある。また、エンターブレインから発売されたDVD「大将星」にコンビで出演している。
- WAGE解散後ふらふらしていた小島よしおを、サンミュージック企画に誘ったのがさくらんぼブービーである（「カンニング竹山 生はダメラジオ」での発言より）。
- 木村は、小島のネタBGM（現行版）を作曲している。
- 鍛治の兄は、東京03の飯塚悟志と高校時代のクラスメイトであった。卒業して何年も経っていたため、楽屋で見た鍛治を鍛治の兄と勘違いした飯塚は、リアルに「あれ？鍛治君じゃない？」を実践してしまったという。
- 爆笑オンエアバトルにて、計量の際得点が低かったため自分の頭を乗せて重量を増やそうとしたところ、計量器が壊れてしまった。しばらくオンバトの出演が無かったのは、それが原因とも言われている。

## 出演

### テレビ
- BACK-UP!（フジテレビ）
- イエヤス（CBCテレビ）
- 笑いの金メダル（朝日放送）優勝経験あり
- 爆笑オンエアバトル（NHK総合）戦績4勝5敗 最高493KB
  - 初挑戦から2連勝と好調であったが2003年7月4日（第173回）放送回から2007年11月9日（第323回）放送回まで5連敗をしてしまい、次の3勝目をあげるのに4年4ヶ月の歳月を費やした。ブランクオンエアとしては歴代2位の記録である[5]。
- 大爆笑!!サンミュージックGETライブ（日テレプラス&サイエンス）
- ビバビバパラダイス（岩手めんこいテレビ他）
- 虎の門（テレビ朝日）
- 大笑点（日本テレビ）
- 登龍門F（フジテレビ、2004年5月4日）
- ゼベック・オンライン（TOKYO MX、2004年10月11日）
- みのサリバンショー 〜お笑い秋の大感謝祭!爆笑芸人大集合〜（テレビ東京、2004年10月25日）
- わらばん（IBC岩手放送）
- お笑い登龍門 お台場冒険王SP（フジテレビ、2005年8月22日）
- 白黒アンジャッシュ（チバテレ）
- お台場お笑い道（フジテレビ721、2005年10月30日,2008年1月27日）
- お笑い登龍門 ガッハ（フジテレビ721、2005年11月1日）
- アドレな!ガレッジ（テレビ朝日、2006年11月15日）
- 大笑点 サバイバル大喜利 笑点への道（日本テレビ、2007年1月1日,2008年1月1日）
- ゲームレコードGP（MONDO TV）
- 関根&優香の笑うお正月2008（テレビ朝日、2008年1月2日）
- Side-BN.TV（TOKYO MX、2008年10月11日 - 10月12日）東京ゲームショウ2008の模様を生中継
- ジャガイモン（テレ朝チャンネル、2008年12月25日）
- ネプ&ローラの爆笑まとめ!（TBSテレビ、2017年3月28日）

### インターネットテレビ
- カンニングの恋愛中毒（GyaO）複数回出演
- 恋友GET大作戦（GyaO）鍛治のみ
- エレキコミックと折原みかのガツガツホームラン（GyaO）鍛冶のみ
- 溜池Now（GyaO、2008年3月14日,3月21日）木村のみ「溜池×HUNTER試験」、溜池会会員No.013

### ラジオ
- オールナイトニッポンR（ニッポン放送、2005年7月29日）パーソナリティー
- カンニング竹山 生はダメラジオ（TBSラジオ、2008年9月4日）鍛治のみ

### CM
- マツモトキヨシ（2002年頃）
- 資生堂「uno」（2005年8月）
- Xbox 360（インサイド Xbox）Xbox 360のオンライン情報配信サービス

## DVD
- さくらんぼブービー〜さくらんぼディスコ〜（ジェネオンエンタテインメント、2006年7月21日）
- ギガンティック（ビクターエンタテインメント、2008年12月24日）